# Alice Koenigswarter
Alice Sophie Koenigswarter (Putot-en-Auge, 19 juli 1878 – Parijs, 22 mei 1963) was een Frans filantroop en beschermvrouw.

## Biografie
Ze was een kleindochter van Louis-Jean Koenigswarter en tante van Jules Koenigswarter. Op 15 februari 1899 trouwde ze met de componist Fernand Halphen, eveneens afkomstig uit de Asjkenazische Joodse gemeenschap. Het echtpaar kreeg een dochter, Henriette (geboren op 26 februari 1911) en een zoon, Georges Halphen (geboren op 9 maart 1913). Die zoon was econoom en kunstverzamelaar en getrouwd met Monique de Rothschild; het portret van zijn vader, geschilderd door Renoir, werd in 1995 door hem aan het musée d'Orsay geschonken.
In haar villa aan de rue Dumont-d'Urville hield Alice Koenigswarter een populaire muzieksalon die door tal van musici bezocht werd. Ze hielp deze artiesten vaak (o.a. Francis Poulenc, Darius Milhaud, Arthur Honegger, Monique Hans, Mihailovitz, Gabriel Fauré, George Enescu, André Gedalge, Olivier Messiaen, André Jolivet, Ania Dorfman en Daniel-Lesur). Ze organiseerde concerten in haar Parijse salon en leende ook de beroemde Stradivarius van haar echtgenoot uit aan meerdere violisten, onder wie Isaac Stern. Ze richtte de Fondation Halphen (een stichting) op, zodat studenten die het vak componeren aan het conservatorium volgden hun stukken konden uitvoeren. Ook legde zij een omvangrijke verzameling schilderijen aan met doeken van Monet, Pissarro, Van Gogh en Le Douanier Rousseau, en het in 1880 door Renoir geschilderde portret van Fernand Halphen als kind. Ze deed schenkingen aan diverse musea, waaronder het Louvre, het Tel Aviv Museum of Art, en dat van Haifa.
Ze zette zich in voor het behoud van synagoges van het graafschap Venaissin (die van Carpentras en Cavaillon).

Naar verluidt kocht Fernand Halphen het landgoed van La Chapelle-en-Serval, nabij Chantilly (departement Oise), omdat hij zijn vrouw een uitzicht wilde geven dat hem in vervoering had gebracht en in 1908 besloot hij op een bosrijke heuvel van het landgoed een landhuis te bouwen. Nadat hij een bouwproject in Anglo-Normandische stijl van architect René Sergent, en vervolgens een eerste bouwproject in middeleeuwse stijl van Guillaume Tronchet had afgewezen (de collectie van het Musée d’Orsay bevat deze tekeningen), liet hij zijn keus vallen op een tweede project van laatstgenoemde architect. Het was voor een kasteel dat aan de buitenzijde de jacht verheerlijkt en aan de binnenzijde de muziek.
Het kasteel werd tussen 1907 en 1911 gebouwd en gold als een architectonisch meesterwerk. Tegenwoordig is het een hotel en draagt het de naam Château Mont-Royal. Op de gevels zijn bas-reliëfs van Georges Gardet aangebracht die de geneugten van de jacht uitbeelden. Aan de binnenzijde bevindt zich onder meer een theater, een replica van de Opéra-Comique.
Alice Halphen heeft in de jaren twintig en dertig een zeer grote rol gespeeld in de opvang van Joodse vluchtelingen uit Oost-Europa. Speciaal om arme buitenlandse gezinnen te kunnen huisvesten liet ze midden in Parijs een tehuis bouwen aan de rue des Deux-Ponts, op het île Saint-Louis. Voor deze plek stelde ze beginnende maatschappelijk werksters uit de Joodse gemeenschap aan die de gezinnen en kinderen hielpen (bijvoorbeeld Lili Simon, een zus van Edouard Simon, die in de oorlog het kindertehuis van Moissac leidde, en ook Lou, die later in Israël Lou Kadar werd, de secretaresse van Golda Meïr). Een plaatselijke afdeling van de toenmalige landelijke organisatie Eclaireurs israélites de France (EIF, een Joodse scoutingorganisatie), Trumpeldor geheten, opereerde vanuit dit tehuis. In de zomer mochtende kinderen van het tehuis, samen met andere Joodse vluchtelingkinderen, vakantie vieren in een huis van mevrouw Halphen in Colleville-sur-Mer. Alice Halphen, die de oprichter van de Éclaireurs israélites kende, gaf deze beweging in de jaren dertig ook toestemming voor weekendjes en korte kampeerevenementen bij haar buitenverblijf in La Chapelle-en-Serval. De praktijkstages van de Éclaireurs israélites droegen daarom lange tijd de naam ‘Montserval’.
Alice Koenigswarter werd benoemd tot officier in het Legioen van Eer (Légion d’honneur).